# Jassem Alwan

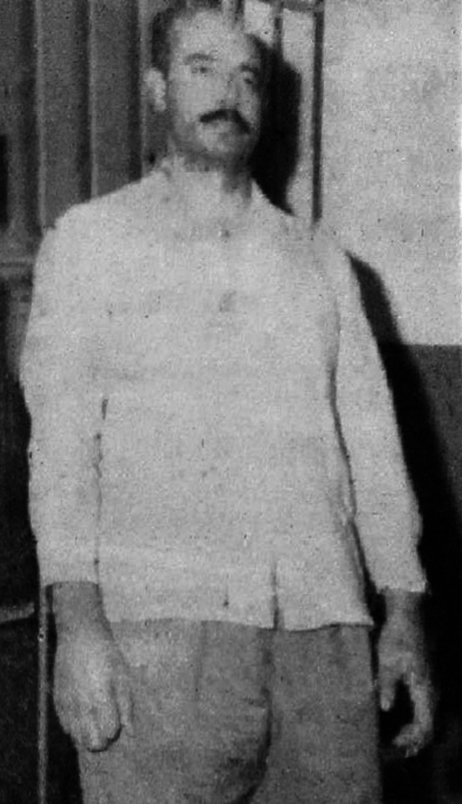
Alwan bei seiner Militärgerichtsverhandlung (1963)

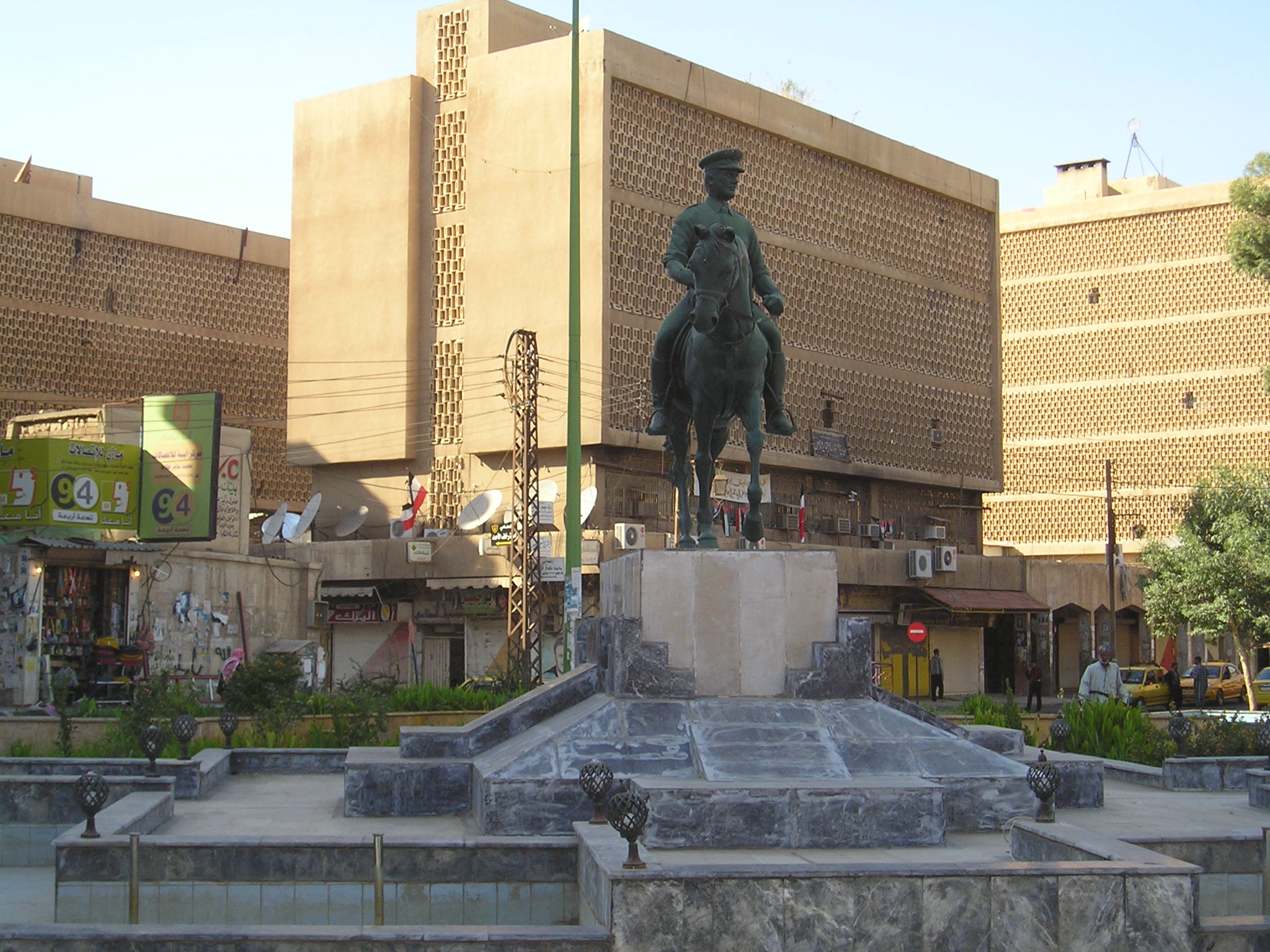
Platz in Jassem Alwans Geburtsort Deir ez-Zor mit einem (im Bürgerkrieg zerstörten) Denkmal an die Revolution vom 8. März 1963

Jassem Alwan oder Dschasim Alwan (arabisch جاسم علوان, DMG Ǧāsim ʿAlwān; * 1926 oder 1928 in Deir ez-Zor, Syrien; † 3. Januar 2018), fälschlich auch Qasim Alwan, war ein syrischer Offizier und Politiker.

## Leben und Wirken
Der aus einer Beduinenfamilie stammende Jassem Alwan hatte seit 1946 an der Militärakademie Homs studiert und bereits als junger Leutnant des Heeres 1949 am Palästinakrieg teilgenommen. Er hatte 1961 gegen das Auseinanderbrechen der Ägyptisch-Syrischen Union opponiert und beteiligte sich am 1. April 1962 als Garnisonskommandant von Aleppo an einem nasseristischen Putschversuch zur Wiederherstellung der Union.
Um das Damaszener Regime zu stürzen, mussten sich Syriens Nasseristen, Baathisten sowie weitere arabische Sozialisten und sozialistische Unionisten verbünden. Nach dem erfolgreichen Putsch vom 8. März 1963, an dem Jassem Alwan wohl maßgeblich mitgewirkt hatte (auch wenn das die syrische Geschichtsschreibung später offensichtlich verschwiegen hat), wurde Alwan zum Obersten und in den 20-köpfigen Revolutionären Kommandorat berufen, in dem zunächst zwölf Baathisten und acht Nasseristen saßen. Vorsitzender des Kommandorats und Staatsoberhaupt wurde der als Nasser-freundlich geltende Offizier Louai al-Atassi, der Alwans Schwager war. Unmittelbar nach dem Coup begannen syrische und irakische Baathisten in Kairo Gespräche mit Nasser über die Wiederherstellung der Union bzw. über eine Ägyptisch-Irakisch-Syrische Dreier-Föderation.
Nasser jedoch argwöhnte, die Baathisten wollten mithilfe seiner Popularität nur ihre eigene Position festigen. Die Baathisten wiederum wollten nicht Nassers alleinige Führung anerkennen. Als die Gespräche stockten und die Baathisten begannen, Nasseristen aus Armee und Regierung zu säubern, traten die nasseristischen Minister zurück, unter ihnen Dschamal al-Atassi. 
Oberst Dschassem Alwan startete mit Nassers Billigung am 18. Juli 1963 einen blutigen Putschversuch. Der Coup wurde nach heftigen Kämpfen in Damaskus vom damaligen Innenminister Amin al-Hafiz zerschlagen, Präsident Louai al-Atassi wurde zum Rücktritt gezwungen. 27 beteiligte Offiziere wurden sofort hingerichtet, nur Alwan und zwei weitere wurden auf Bitte Nassers verschont (nach anderen Angaben auch auf Bitten der Präsidenten Tito von Jugoslawien, Boumedienne von Algerien und Arif von Irak). Alwan wurde am 4. November 1964 freigelassen und emigrierte daraufhin zunächst nach Ägypten, später in die Vereinigten Arabischen Emirate.
Nach dem Scheitern der von Dschamal al-Atassi geführten Demokratiebewegung (1980) und des Aufstandes der Moslembrüder (1982) traf Alwan 1984 im jordanischen Amman auf dem Kongress des Palästinensischen Nationalrates mit irakischen und oppositionellen syrischen Baathisten zusammen. Obwohl er mit der Baath nichts mehr zu tun haben wollte, ließ er sich im Irak von Präsident Saddam Hussein einreihen in eine syrische Oppositionsallianz (Front zur Befreiung Syriens), zu der ausgerechnet der inzwischen gestürzte al-Hafiz zählte. Noch 1995 gab Alwan in Kairo ein Interview, in dem er die syrische Führung scharf kritisierte. Im Rahmen einer Öffnung des Regimes gestattete ihm Präsident Baschar al-Assad 2005 die Rückkehr nach Syrien. Angeblich soll sich Mustafa Tlas für ihn eingesetzt haben.

## Weblink
- alarabiya.net Jassim Alwan, 47 Jahre politisches Asyl in Ägypten (arabischer Text mit Foto)